# Alfred Denker
Alfred Friedrich Amandus Denker (* 19. April 1863 in Rendsburg; † 21. Oktober 1941 in München) war ein deutscher Professor für Hals-Nasen-Ohren-Heilkunde.

## Leben und Wirken
Alfred Denker wurde 1884 Mitglied der Studentenverbindung Stormaria Kiel (heute Hansea-Stormaria im CC). Ab 1881 war er Facharzt. Als solcher ließ er sich 1891 in Hagen nieder, wurde 1902 Klinikchef in Erlangen und nahm 1911 eine Berufung als Professor in Halle an. Er spezialisierte sich auf die Ohrenheilkunde, wurde Rektor in Halle und arbeitete gegen Ende seines Lebens in München. Sein Nachfolger auf der Professur in Halle wurde Adolf Eckert-Möbius. Denker war Mitglied im Stahlhelm, Bund der Frontsoldaten und seit 1933 Förderndes Mitglied der SS. 
Die Denker-Operation (eine radikale Kieferhöhlenoperation, meist bei Tumoren angewandt) ist nach ihm benannt. Im Jahre 1905 ermöglichte er durch eine radikale Knochenabtragung im Bereich der Apertura piriformis eine Verbindung zwischen Fossa canina und einem artifiziellen Nasenfenster (siehe auch Eröffnung der Kieferhöhle). Es besteht aber dabei die Gefahr, dass es nach der Operation durch Beeinträchtigung der vorhandenen Nerven zu neuropathischen Schmerzen kommt.

## Mitgliedschaften und Ehrungen
- Präsident des Internationalen Otologenkongresses 1912
- Mitglied der Leopoldina (seit 1907)
- Ehrenmitglied der Royal Society of Medicine

## Schriften (Auswahl)
- Alfred Denker, Wilhelm Brünings: Lehrbuch der Krankheiten des Ohres und der Luftwege: Einschließlich der Mundkrankheiten. Fischer, (1912)